# Hegn
Et hegn er et hjælpemiddel til at adskille to områder og forhindre fri færdsel mellem dem. Hegn kan tjene enten til at spærre for færdsel udefra eller til at indelukke et område. Hegn anvendes især til at holde tamdyr (fx kvæg, får, svin, heste, høns og gæs) indespærrede på det afgrænsede område og til at holde vilde dyr borte fra haver eller marker. Hegn kan fungere som markskel.
Mens hegn går i højden, går grøfter og voldgrave i dybden (ned i jorden) men har et tilsvarende formål.

## Typer af hegn
Hegn kan være døde eller levende. Ved levende hegn forstås hegn, hvor bevoksning (træer og/eller buske) indgår som led i konstruktionen, mens døde hegn ikke har beplantning som led i konstruktionen. Materialet kan være jord, sten, træ eller metal. Der kan i hovedsagen skelnes mellem nedennævnte former.

### Døde hegn
1. Et jorddige bygges af græstørv eller lyngtørv med oversiden nedad; de lægges som mursten og kan danne en næsten lodret væg; hvis der graves en grøft langs med hegnet, må der mellem den og diget være en bænk af urørt jord, eller man kan begynde at bygge diget fra grøftens bund, hvilket er bedre. I reglen er kun udsiden stejl og bygget af tørv. Indersiden jævnt skrånende og dannet af løs jord. Et dobbelt jorddige har begge sider stejle og mellemrummet udfyldt med opgravet jord. Forholdet mellem højde og fodbredde må være omtrent 2/3. Skal der plantes oven på diget, må kronebredden være mindst 1 m.
2. Et stendige er en jordvold, hvis yderside er bygget af rå sten.
3. Et stengærde er bygget helt af rå sten; de største lægges nederst, de mest regelmæssige yderst, midten udfyldes med småsten. Siderne kan gøres næsten lodrette. Kronebredden maa være mindst 1,3 m. Kun fast, urørt jord kan bære vægten; skal der være grøft langs hegnet, kan man også begynde stensætningen fra dens i bund, men fører den vand, må den nederste del af stensætningen udmures.
4. En fritstående almindelig mur må støttes af ligeledes murede stræbepiller.
5. Risgærder dannes ved at nedramme staver med ca. 1 m’s indbyrdes afstand; skiftevis ud og ind mellem dem lægges tynde ris, som må have mindst 3 fags længde samt være slanke og bøjelige; øverst lægges oftest en tykkere og særlig lang, slank kæp for afstivnings skyld. Når de nederste ris begynder at rådne, bankes gærdet sammen med en kølle og der fyldes ny ris i for oven så længe, staverne holder.
6. Et vindekæppehegn dannes af stolper med mindst 2 m’s afstand, forbundne ved 3 eller 4 vandrette lægter; skiftevis ud og ind mellem disse vindes, lodret, afkvistede grangrene eller enebærstammer, der alle har den tykke ende nedad.
7. Plankeværk bygges af stolper, 2 vandrette lægter og lodret stillede brædder. De kommer i flere versioner, hvor brædderne enten kan sømmes på lægterne tæt op til hinanden eller føres ned gennem lægterne og 'klikkes' sammen.
8. Raftehegn eller lægtehegn dannes alene af stolper og vandrette lægter; de sidste sidder da tæt forneden, med større afstand opad; ofte bruges halvrunde, afbarkede stammer (rafter); de må være rette og helst spænde over 2 fag.
9. Trådhegn svarer aldeles til lægtehegn, men i stedet for lægterne er der tykke tråde af jern eller Stål. Hvis også stolperne ombyttes i med jernsøjler, må 1 for hver 125 m bære ruller, med hvilke tråden kan trækkes stram; disse strammesøjler såvel som hjørnesøjlerne må støttes ved skråstivere, hvis nederste ende støtter vinkelret mod en nedgravet jernplade; Mellemsøjlerne dannes bedst af vinkeljern, og nogle af dem kan være »dokker«: hænge på tråden uden at være nedrammede. Et pigtrådshegn er lavet af pigtråd. Et elektrisk hegn er strømførende.
10. Nethegn bygges af jern- eller ståltrådsvæv med firkantede masker, hvis størrelse tiltager med trådenes tykkelse og med størrelsen af de dyr, der skal udelukkes. Nettet fæstes i reglen på træstolper og støttes ofte ved at fæstes (»sys«) til een eller flere vandrette, tykke jerntråde; trækkes en sådan oven over nettet, kan dettes overkant strammes op imod den.
11. Et stakit bygges altid af tildannet træ; oftest er der stolper og 2 vandrette lægter, uden på hvilke stakitterne sømmes fast; men et flytteligt hegn kan også dannes uden stolper, idet hvert fag for sig sættes på jorden og støttes af skråstivere, hvis nederste ende er sømmet til en lille pæl i jorden skiftevis inden for og uden for hegnet; Stræklægterne når et stykke forbi hinanden således, at fagene kan sømmes sammen.
12. Jernstakit er oftest mere eller mindre kunstfærdigt, smedet eller støbt.
13. Mobilhegn er flytbare hegn til midlertidige, hurtige indhegninger på festivaler, koncerter, sportsbegivenheder og byggepladser. De kræver et minimum af værktøj og arbejde at stille op. Alt afhængig af, om der er tale om publikumshegn, festivalhegn eller byggepladshegn findes de i forskellige højder, former og farver. Som regel er de lavet af galvaniseret eller farvet stål.

### Levende hegn
1. En hæk er en tæt beplantning, der tjener hegnsformål.
2. Et espalier er ligeledes en beplantning.
3. Et læhegn er et hegn, der har til formål at begrænse solstrålingens og vindens virkning på jorden.

### Andre hegn
1. Et støjhegn har til formål at forhindre støj at brede sig fx fra en vej til et boligområde.
2. En vold eller et virke har et forsvarsmæssigt formål.

## Nyttevirkning
Et hegns nyttevirkning er væsentlig afhængig af dets styrke, højde og tæthed samt af den ubehagelighed, der er forbunden med at passere det. Jord- og stenhegn udelukker kun husdyr og må da være så højt, at de ikke kan få forbenene op på kronen. Risgærde er et svagere hegn på grund af sin ringe styrke, der imod kan vindekæppe give et både godt og varigt hegn mod husdyr og hjortevildt. Det samme kan gælde lægtehegn og trådbegn, men kun når de er meget omhyggelig byggede. Stakit kan gøres så tæt, at det ligesom nethegn også udelukker harer, men da ræve og grævlinger kan grave sig under hegnet og derved åbne adgang for harer, må man lade nettet gå indtil 0,5 m hen ad jorden udvendig. Tråd- og nethegn forsynes ofte øverst med en pigtråd, mest for at udelukke mennesker. I hegnslinien må jordoverfladen planeres. Hvor grøfter, vandløb og veje skærer hegn, må der træffes særlige forholdsregler. Mod hjortevildt må hegnet være 1,5—2 m højt. Plantevækst op ad et hegn forringer dets nyttevirkning og formindsker dets Varighed.